# Пам'ятки історії та культури місцевого значення Мангистауської області
Пам'ятки історії та культури місцевого значення Мангистауської області — об'єкти історичної та культурної спадщини Мангистауської області, які охороняються обласною владою згідно із законами від 1992 року «Про охорону та використання об'єктів історико-культурної спадщини» та від 2001 року «Про місцеве державне управління та самоуправління у Республіці Казахстан».

## Перелік
Перелік пам'яток історії та культури місцевого значення Мангистауської області був затверджений 2010 року, та зазнав змін 2018 року.

### МістоАктау
| № | Назва                                      | Час створення | Тип об'єкта | Місце розташування                          | Зображення | Опис |
| - | ------------------------------------------ | ------------- | ----------- | ------------------------------------------- | ---------- | ---- |
| 1 | Пам'ятник Тарасу Григоровичу Шевченку      | 1982 рік      | пам'ятник   | місто Актау, сквер між 4 та 5 мікрорайонами |            | -    |
| 2 | Будівля першого зимового клубу міста Актау | 1961 рік      | архітектура | місто Актау, 3 мікрорайон, будинок № 66     | -          | -    |

### Бейнеуський район
| №  | Назва                                        | Час створення                         | Тип об'єкта | Місце розташування                                  | Зображення | Опис |
| -- | -------------------------------------------- | ------------------------------------- | ----------- | --------------------------------------------------- | ---------- | ---- |
| 1  | Караван-сарай Боркудик (мечеть Єрсари-ахуна) | 16-19 століття                        | архітектура | 40 км на ПДЗХ від села Бейнеу                       | -          | -    |
| 2  | Некрополь Костам                             | 18-20 століття                        | кладовище   | 10 км на ПН від села Сам                            | -          | -    |
| 3  | Некрополь Амантурли                          | 17-20 століття                        | кладовище   | 35 км на ПНСХ від села Бейнеу                       | -          | -    |
| 4  | Некрополь Боркудик                           | 16-19 століття                        | кладовище   | 40 км на ПДЗХ від села Бейнеу                       | -          | -    |
| 5  | Некрополь Манаши                             | 17-19 століття                        | кладовище   | 25 км на ПДСХ від села Бейнеу                       | -          | -    |
| 6  | Мечеть Коркембай                             | 19 століття                           | архітектура | 40 км на ПДЗХ від села Бейнеу                       | -          | -    |
| 7  | Некрополь Барак                              | 17-18 століття                        | кладовище   | 13 км на ПД від села Туриш                          | -          | -    |
| 8  | Некрополь Асау                               | 17-18 століття                        | кладовище   | 13 км на ПД від села Туриш                          | -          | -    |
| 9  | Некрополь Атан-Таган                         | 17-19 століття                        | кладовище   | 9 км на ПДЗХ від села Бейнеу                        | -          | -    |
| 10 | Мавзолей Шалгинбай                           | межа 19-20 століть                    | архітектура | 50 км на ПД від села Акжигіт                        | -          | -    |
| 11 | Некрополь Бесшимирау                         | 17-19 століття                        | кладовище   | 42 км на ПД від села Акжигіт                        | -          | -    |
| 12 | Мавзолей Миктибай (Разія)                    | початок 20 століття                   | архітектура | 25 км на ПДСХ від села Акжигіт                      | -          | -    |
| 13 | Некрополь Кусши-Ата                          | 15-19 століття                        | кладовище   | 35 км на ПДСХ від села Туриш                        | -          | -    |
| 14 | Некрополь Атакози                            | 10-18 століття                        | кладовище   | 18 км на ПДЗХ від села Бейнеу                       | -          | -    |
| 15 | Мавзолей Асали                               | перша половина 19 століття            | архітектура | 58 км на ПНСХ від села Боранкул                     | -          | -    |
| 16 | Мавзолей Кокетай                             | перша половина 19 століття            | архітектура | 50 км на ПНСХ від села Боранкул                     | -          | -    |
| 17 | Некрополь Алтикулаш (Кизилкулаш)             | 19-початок 20 століття                | кладовище   | 30 км на ПД від села Боранкул                       | -          | -    |
| 18 | Некрополь Тасим-1                            | 18-19 століття                        | кладовище   | 35 км на ПДЗХ від села Боранкул                     | -          | -    |
| 19 | Караван-сарай Белдеулі                       | 14 століття                           | архітектура | 17 км на ПДЗХ від села Туриш, місцевість Бескудик   | -          | -    |
| 20 | Караван-сарай Коскудик                       | 14 століття                           | архітектура | 65 км на ПНЗХ від села Бейнеу, місцевість Єсетбулак | -          | -    |
| 21 | Мавзолей Аманжол                             | друга половина 19 століття            | архітектура | 25 км на ПД від села Бейнеу                         | -          | -    |
| 22 | Мавзолей Ажимурат (Мамішказган)              | кінець 19-початок 20 століття         | архітектура | 12 км на ПДЗХ від села Туриш                        | -          | -    |
| 23 | Некрополь Берніяз                            | друга половина 19-початок 20 століття | кладовище   | 40 км на ПДСХ від села Акжигіт                      | -          | -    |
| 24 | Некрополь Дарханбай (Сари-Шонай)             | кінець 18-початок 20 століття         | кладовище   | 40 км на ПД від села Акжигіт                        | -          | -    |
| 25 | Некрополь Єсетмола                           | 14-19 століття                        | кладовище   | 65 км на ПНЗХ від села Бейнеу                       | -          | -    |
| 26 | Некрополь Косаркан (Шакан)                   | кінець 18-початок 20 століття         | кладовище   | 35 км на ЗХ від села Акжигіт                        | -          | -    |
| 27 | Некрополі Киргин-1 та Киргин-2               | 18-початок 20 століття                | кладовище   | 35 км на ЗХ від села Акжигіт                        | -          | -    |
| 28 | Некрополь Сакау                              | 19-початок 20 століття                | кладовище   | 53 км на ПДЗХ від села Акжигіт                      | -          | -    |
| 29 | Некрополь Калніяз                            | кінець 18-початок 20 століття         | кладовище   | 24 км на ПНСХ від села Бейнеу                       | -          | -    |
| 30 | Мавзолей Іманбай                             | кінець 19 століття                    | архітектура | 25 км на ПНСХ від села Толеп                        | -          | -    |

1. ↑  Закон Республики Казахстан от 2 июля 1992 года № 1488-XII. Утратил силу Законом Республики Казахстан от 26 декабря 2019 года № 288-VI (вводится в действие по истечении десяти календарных дней после дня его первого официального опубликования) «Об охране и использовании объектов историко-культурного наследия» [Архівовано 14 січня 2019 у Wayback Machine.] - Информационно-правовая система нормативных правовых актов Республики Казахстан (рос.)
2. ↑  Закон Республики Казахстан от 23 января 2001 года № 148. «О местном государственном управлении и самоуправлении в Республике Казахстан» [Архівовано 28 травня 2020 у Wayback Machine.] - Информационно-правовая система нормативных правовых актов Республики Казахстан (рос.)
3. ↑  Постановление Мангистауского областного акимата от 28 июля 2010 года № 279. Зарегистрировано Департаментом юстиции Мангистауской области от 27 августа 2010 года № 2080. Утратило силу постановлением акимата Мангистауской области от 7 октября 2020 года № 166 «Об утверждении Государственного списка памятников истории и культуры местного значения» [Архівовано 14 січня 2019 у Wayback Machine.] - Информационно-правовая система нормативных правовых актов Республики Казахстан (рос.)
4. ↑  Постановление акимата Мангистауской области от 5 января 2018 года № 3. Зарегистрировано Департаментом юстиции Мангистауской области 30 января 2018 года № 3528. Утратило силу постановлением акимата Мангистауской области от 7 октября 2020 года № 166 «О внесении изменения в постановление акимата Мангистауской области от 28 июля 2010 года № 279 "Об утверждении Государственного списка памятников истории и культуры местного значения"» [Архівовано 15 січня 2019 у Wayback Machine.] - Информационно-правовая система нормативных правовых актов Республики Казахстан (рос.)